# گرمنجان
گرمنجان، روستایی از توابع بخش کربال شهرستان خرامه در استان فارس ایران است.

## جمعیت
این روستا در دهستان دهقانان قرار دارد و براساس سرشماری مرکز آمار ایران در سال ۱۳۸۵، جمعیت آن ۳۷۹ نفر (۱۰۸خانوار) بوده‌است.